# Mark Lennox-Boyd
Mark Alexander Lennox-Boyd (né le 4 mai 1943 et mort le 24 juillet 2025) est un homme politique conservateur britannique.

## Carrière politique
Lennox-Boyd se présente à Brent South en octobre 1974, étant battu par Laurie Pavitt du Labour.
Il est député de Morecambe et Lonsdale de 1979 à 1983, et de Morecambe et Lunesdale (légèrement renommé) de 1983 jusqu'à sa défaite face à Geraldine Smith du Labour en 1997. Il est secrétaire privé parlementaire du secrétaire d'État à l'Énergie de 1981 à 1983, du chancelier de l'Échiquier de 1983 à 1984, whip adjoint du gouvernement de 1984 à 1986; Lord Commissaire du Trésor (whip du gouvernement) 1986-1988, secrétaire parlementaire du Premier ministre, Margaret Thatcher 1988-1990, et Sous-secrétaire d'État aux Affaires étrangères 1990-1994.

## Après le Parlement
Lennox-Boyd est membre de la Cour de l'entreprise des poissonniers, Prime Warden 1998-1999, et est président du comité d'éducation et de subventions de l'entreprise en 2010-2015. Il est administrateur du groupe géorgien et est président entre 2014 et 2015. Il est patron de prisonniers à l'étranger, une organisation caritative qui soutient le bien-être des Britanniques emprisonnés à l'étranger et de leurs familles, et patron de la British Sundial Society.

## Famille
Il est le fils d'Alan Lennox-Boyd, 1er vicomte Boyd de Merton. Il est marié à Arabella Lennox-Boyd (en) née Parisi (née en 1938). Lady Lennox-Boyd est née en Italie, mais est partie s'installer en Angleterre où elle suit par la suite un cours d'Architecture du paysage à l'Université de Greenwich.